# Mare de Déu de l’Esperança amb àngels músics
La Mare de Déu de l’Esperança amb àngels músics és una pintura a l’oli sobre taula que data dels primers anys del segle xvii, originària de la cartoixa de Portaceli, Serra (Camp de Túria). En l’actualitat, aquesta pintura es troba al Museu de Belles Arts de València., on passà després de la Desamortització sense cap autoria, registrada simplement com “d’escola valenciana”, adscripció que també recullen els catàlegs del segle xix. En l’exposició Los Ribalta y la pintura valenciana de su tiempo de 1987 es va identificar aquesta peça com a obra de Joan Sarinyena.

## Localització i autoria
En l'exposició Los Ribalta y la pintura valenciana de su tiempo de 1987 es va identificar com a obra de Sarinyena, desmentint l’atribució a Lluís Dalmau que es mantenia sobre ella. Tant la seua identificació com la seua procedència cartoixana van aclarir definitivament la gran confusió generada a començaments del segle XX entorn d'aquesta taula, que es pensava que era la que va presidir el primitiu retaule dels Reis del Convent de Sant Domènec de València.
L’obra posseeix unes dimensions de 94 per 101,7 centímetres. Segurament aquesta obra procedeix d’un retaule de la Cartoixa de Porta Coeli on estaria flanquejada per altres taules del mateix museu amb Sant Joan Baptista (cat. núm. 20), Sant Bru (cat. núm. 21), Sant Llorenç (cat. núm. 22) i Sant Vicent Ferrer (cat. núm. 23), que formarien els seus carrers laterals, a més d’un Sant Cristòfol (cat. núm. 25) i un Sant Francesc (cat. núm. 24) de menor mida, que tal vegada ocupava la predel·la. Dalt del tot presidiria l’àtic amb Déu Pare (cat. núm. 19), de bust curt en escorç frontal, que actuaria de remat.
Joan Sarinyena va treballar en la Cartoixa de Porta Coeli el 1603 pintant un retaule per encàrrec de Joan Llorenç Vilarrasa per a la seua capella en l’església del monestir cartoixà. Sense poder assegurar que aquesta Mare de Déu de l’Esperança pertanyés a aquell conjunt, la relació de Sarinyena amb aquest cenobi no pot ser ignorada, ja que d’allà procedeix el quadre.

## Anàlisi estilística
La voluntat antimanierista emanada dels postulats del Concili de Trento (1545-1563) es va manifestar en Itàlia a través del denominat manierisme reformat, que s’esforçava a representar la realitat tangible amb la fidelitat més gran possible, utilitzant per als temes religiosos models molt realistes, una posada en escena propera i un tractament de la llum el més natural possible. El nou estil no estava massa interessat en la bellesa de les formes sinó en aconseguir una figuració pròxima a la realitat quotidiana, postulant un art sobri, que s’allunyara del decorativisme que caracteritzava als seguidors de Miquel Àngel, ple de figures en actituds una mica retòriques i desproveïdes de sentiments.
Els inicis de la nova sensibilitat pictòrica en la península Ibèrica es van manifestar primer, com és natural, entre els artistes d’aquest temps que van viatjar a Itàlia, entre els quals cal destacar molt especialment la figura de Joan Sarinyena (1545-1619), un pintor possiblement aragonés, però que es va establir en València cap al 1580 i que va viure en aquesta ciutat fins a la seua mort. La seua estada a Roma està perfectament documentada entre 1570 i 1575 i allí fixaria la seua atenció en aquelles sòbries composicions de sòlids volums amb figures clares i rotundes, emergint d’obscurs escenaris a la llum de la nova sensibilitat contrareformista. En arribar a València degué meréixer tota consideració, ja que va rebre abundants encàrrecs de la Generalitat, del capítol catedralici, del convent de Predicadors i sobretot del Patriarca Ribera, que el protegí considerablement.
En aquest panorama pictòric de la València de l’últim terç del segle XVI, la figura de Joan Sarinyena juga un paper decisiu en l'evolució de la pintura i l'orientació d’un nou gust. La seua obra va suposar la ruptura amb la tradició de Joan de Joanes i va preparar així les bases del naturalisme del segle XVII. A més, també va determinar una profunda renovació de la pintura valenciana enfront de l'estètica renaixentista joanesca, idealista i edulcorada del període anterior.
D'altra banda, en els models dels àngels músics que apareixen en primer terme, a banda i banda de la Mare de Déu, s’ha volgut veure la influència de Francesc Ribalta, que va residir en la ciutat de València des de 1599 i amb qui Sarinyena va mantindre alguna relació. Aquesta coincidència permet situar l’obra en la producció de Sarinyena als primers anys del segle XVII. Ací, a diferència de les obres més primerenques del pintor, la pinzellada es fa solta i desfeta, al mode venecià, esvaint-s’hi colors i contorns sota l’efecte de la resplendor dels nimbes del fons.
És important subratllar que Sarinyena va contribuir a implantar de forma decidida el gènere del retrat. Els retrats d’aquest pintor destaquen sobretot pel verisme dels trets dels personatges representats, realçats per una il·luminació de clarobscurs, que concentra l’atenció dels espectadors sobre els seus trets fisonòmics. Com a exemple d’aquest tipus d’obres, podríem mencionar ací el Retrat de Sant Lluís Bertran, que es conserva en el Museu del Patriarca de València.

## Aproximació al significat
El tipus iconogràfic de la Mare de Déu en estat de bona esperança és poc freqüent. La pintura representa Maria amb el ventre lleugerament engruixat, on apareix un sol com a símbol de la llum de l’esperança. Sarinyena també la representa amb llargs cabells rossos sobre els muscles, una diadema amb una joia sobre el front i un brodat de perles al mantell. Al darrere té un conjunt d’àngels cantors i dos músics amb instruments barrocs, un llaüt i una viola de gamba, que l'acompanyen en la lectura.